# Astragalus saratagius
Astragalus saratagius är en ärtväxtart som beskrevs av Aleksandr Andrejevitj Bunge. Astragalus saratagius ingår i släktet vedlar, och familjen ärtväxter.

## Underarter
Arten delas in i följande underarter:
- A. s. minutiflorus
- A. s. saratagius